# Google Street View Trusted
Google Street View Trusted (früher Google Business Photos genannt) ist ein virtueller Tour-Service, der von Google gestartet wurde. Es verwendet die gleiche Fotografie-Technik, die in der Google Street View verwendet wird, um interaktive 360˚-Panoramen in Innenräumen von Unternehmen anzubieten. Sobald eine virtuelle Tour von Google veröffentlicht wird, wird der Link zur Tour direkt auf der Suchergebnisseite und auf Google Maps angezeigt. Die Tour wird auch auf Google Maps veröffentlicht. Ein Besucher, der eine geschäftliche virtuelle Tour besucht, kann in den Innenräumen in der gleichen Weise navigieren, wie ein Benutzer von Google Street View über Straßen und Autobahnen navigieren kann.

## Entwicklung
Google Business Photos wurde im April 2010 von Google gegründet und erstmals in 30 Städten in den USA, Australien und Japan veröffentlicht, 2013 startete der Dienst auch in Deutschland. Bis Januar 2013 hatten 100.000 Unternehmen den Dienst in Anspruch genommen und ihre Räumlichkeiten virtuell bei Google Maps zur Schau gestellt. Google hat Google Business Photos im Jahr 2014 in Google Business View umbenannt. Im Jahr 2015 wurde das Produkt dann wiederum von Google Business View in Google Street View Trusted umbenannt.
Auf der Street View Summit im Mai 2016 wurde dann bekannt gegeben, dass es für Fotografen die Möglichkeit gibt, sich nach bestimmten Kriterien in die Liste der professionell zertifizierten Fotografen aufnehmen zu lassen. Seit 2022 gibt es leider keine Möglichkeit mehr sich als Google-Street-View-Fotograf zu zertifizieren. Google schreibt dazu: „Beim Street View Trusted-Programm sind aktuell keine Registrierungen möglich und die Schaltfläche ‚Für Aufträge verfügbar‘ wird in der Street View App nicht mehr angezeigt.“

## Fotografie
Die virtuellen Touren werden von Google zertifizierten Fotografen und Agenturen fotografiert. Diese Fotografen sind unabhängige Auftragnehmer und werden von Google nicht beschäftigt. Das Unternehmen, das den Dienst in Anspruch nimmt, bezahlt lediglich den Fotografen, bei Google ist dieser Dienst kostenlos.